# Tommaso Campeggio
Tommaso Campeggio, född 1486 och död 1564, var en italiensk teolog och kyrkorättslig forskare, bror till Lorenzo Campeggio.
Campeggio var påvligt sändebud i Venedig och 1540 i Worms vid religionssamtalet mellan Johann Eck och Philipp Melanchthon, och deltog i Tridentinska mötet.